# Tour Colpatria
La tour Colpatria (en espagnol : Torre Colpatria) est un gratte-ciel situé à Bogota, en Colombie. Construite en 1978, elle culmine à une hauteur de 196 mètres, ce qui en fait le deuxième plus haut immeuble de Colombie, derrière les BD Bacata, situées dans la même ville.
Le siège de la banque Colpatria (es) est situé dans la tour, de même qu'un grand nombre d'autres banques et compagnies financières. L'immeuble est situé à l'intersection de la 26e rue et de la 7e avenue, au cœur du centre-ville de Bogota.

## Galerie

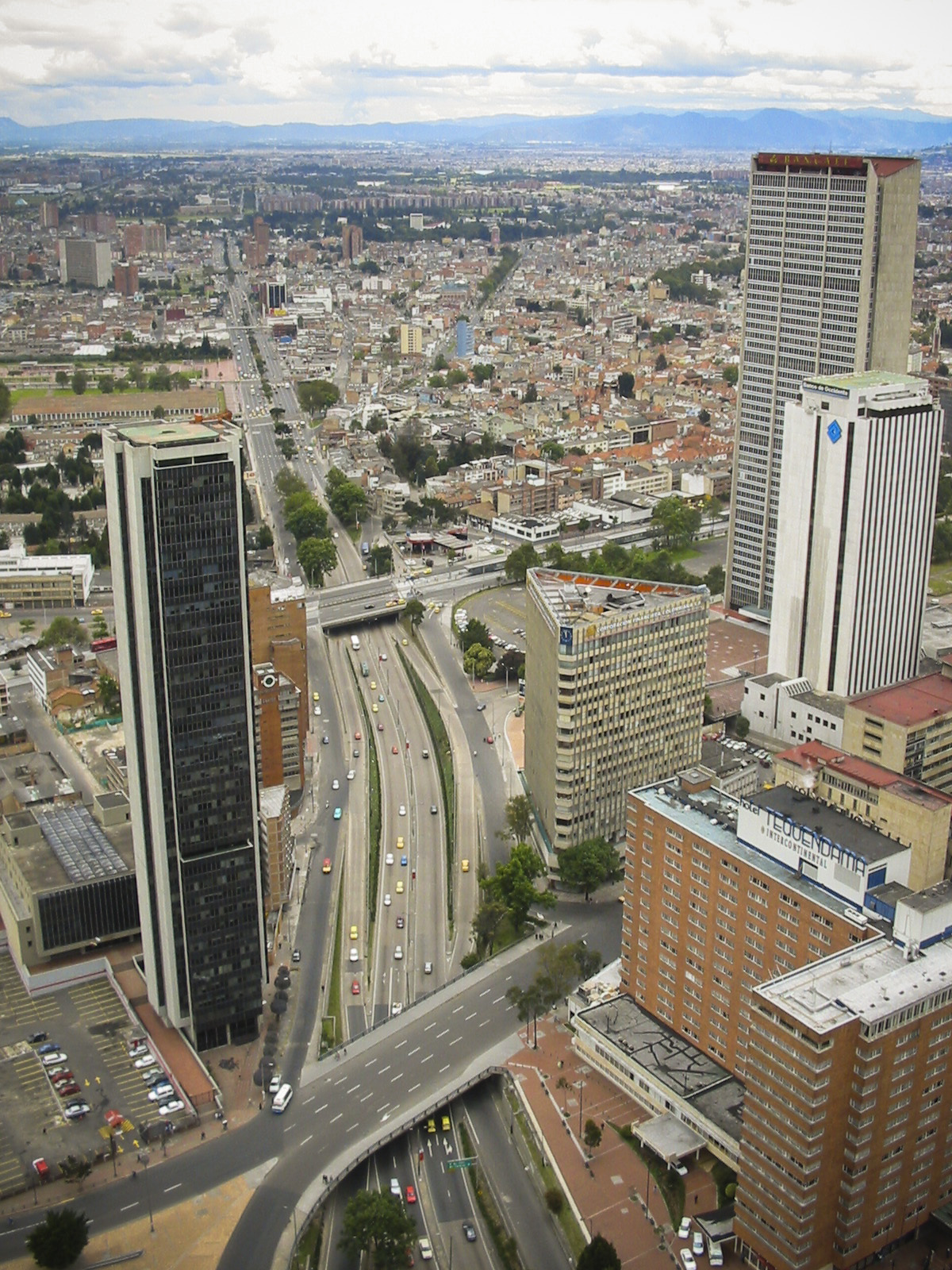
Le centre-ville de Bogotá vu depuis la tour Colpatria.
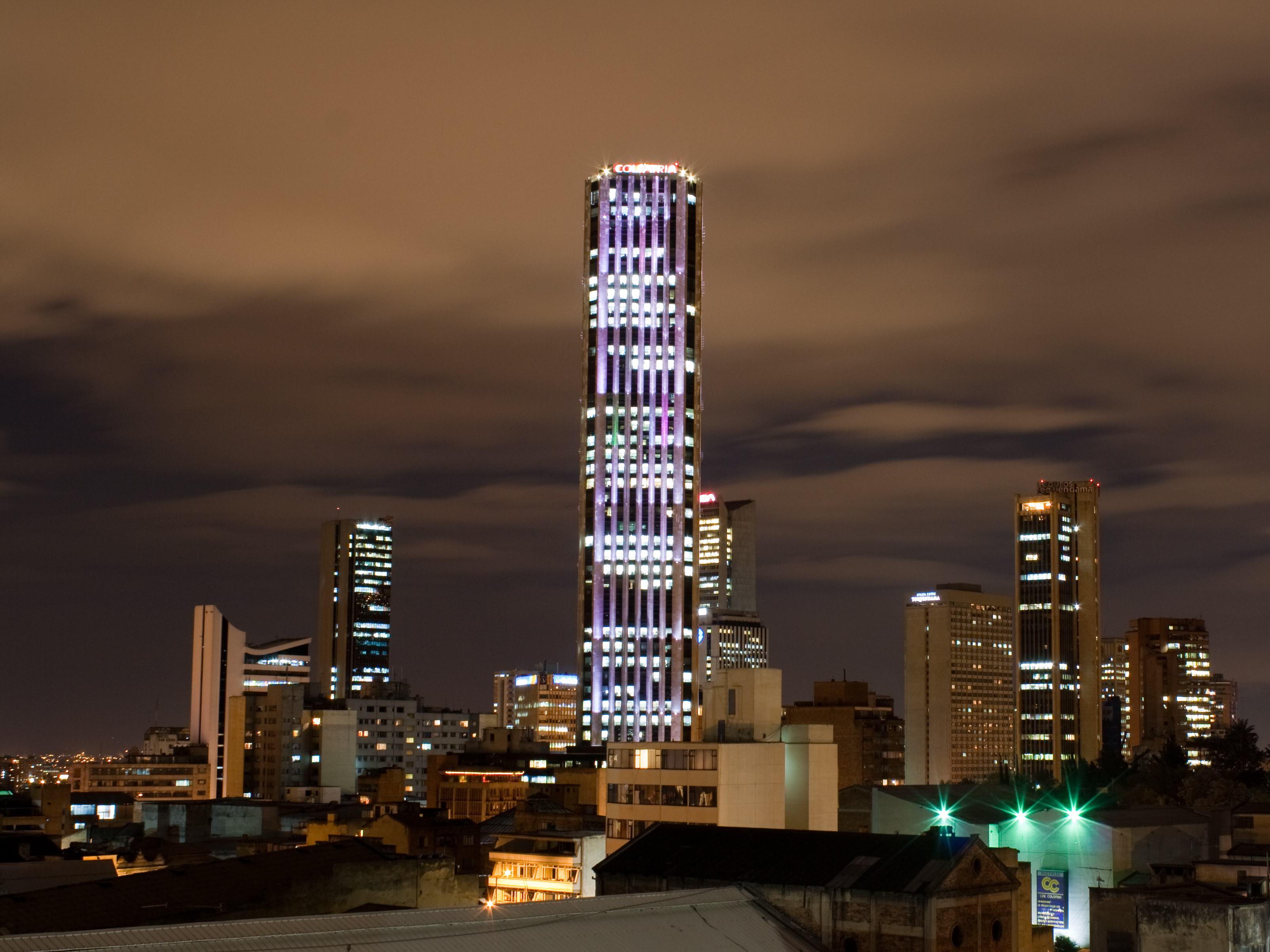
Vue nocturne de la tour Colpatria.
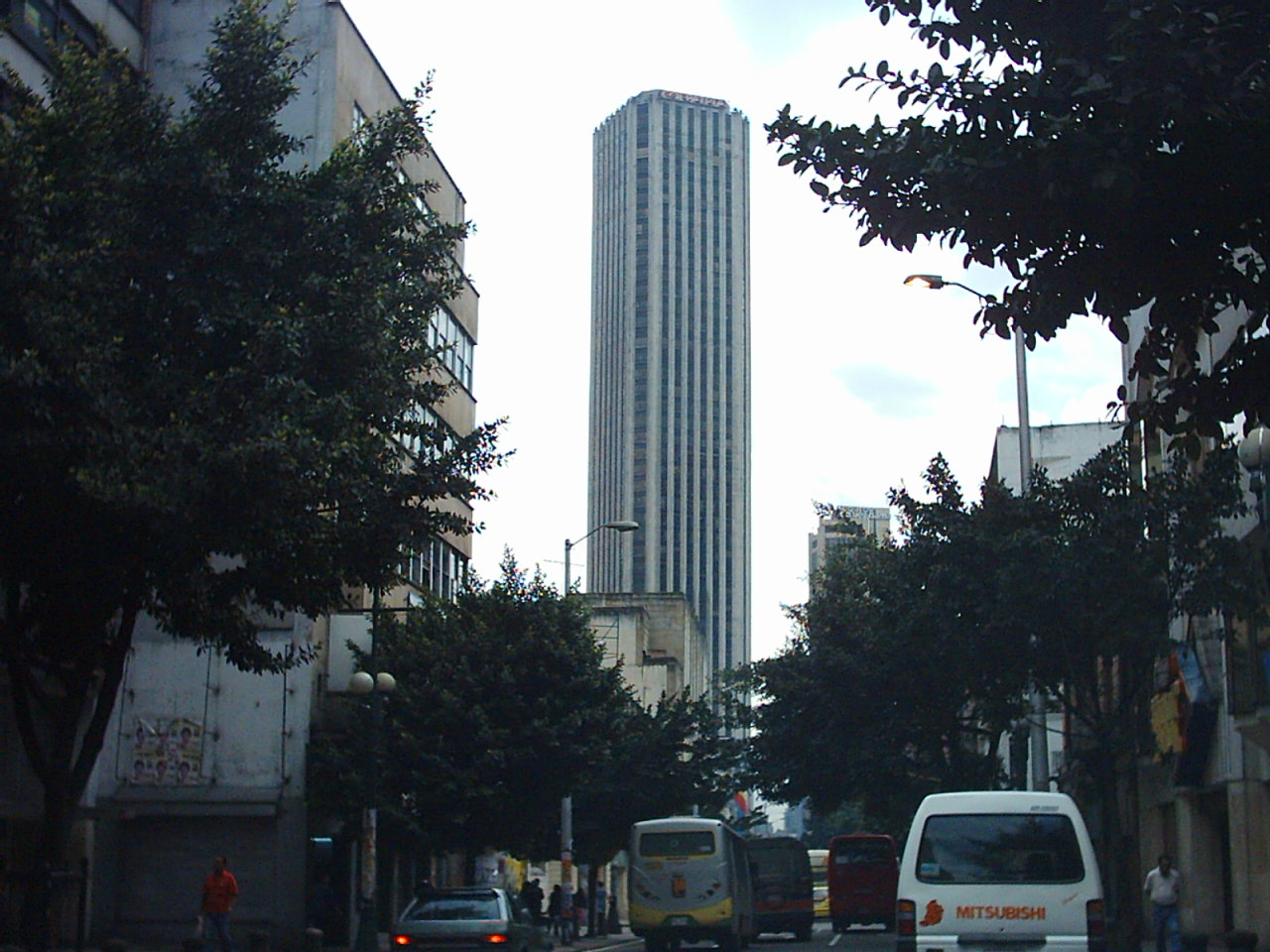
La tour Colpatria vue du centre-ville.